# Gefahr (Hörspiel)
Gefahr (Originaltitel A Comedy of Danger bzw. Danger) ist ein von Richard Hughes verfasstes Hörspiel. Es wurde zum ersten Mal am 15. Januar 1924 vom Sender BBC ausgestrahlt und gilt als erstes Original-Hörspiel in Europa. In deutscher Sprache wurde es erstmals am 24. August 1925 von der Nordischen Rundfunk AG in Hamburg unter dem Titel Gefahr gesendet.

## Handlung
In einem walisischen Bergwerk sitzen drei Personen nach einer Panne im Dunkeln fest: Jack und Mary, ein junges Liebespaar und der alte Mr. Bax. Zwischen ihnen entwickelt sich eine Diskussion darüber, ob die Jugend, die noch das ganze Leben vor sich hat, oder das Alter, welches schon lange auf der Erde weilt, das Vorrecht auf Leben habe und wem der Tod mehr ausmache.
Nach einer Explosion strömt plötzlich Wasser ein, und die drei Protagonisten werden unruhig. Von weitem hört man die Rettungstrupps singen, doch niemand weiß, ob sie die Gruppe rechtzeitig erreichen werden. Am Ende schaffen es die Retter doch und retten Mary und Jack, während der alte Mr. Bax nicht überlebt.

## Charaktere
Jack ist Marys Stütze, er beruhigt sie und hält sie fest. Er ist ein ruhiger und besonnener Mensch. Sie hingegen ist ängstlich und impulsiv. Während des Gesprächs kommen die beiden zum Schluss, dass der Tod doch eigentlich ein großes Abenteuer sei, obwohl beide noch viele Träume haben, die es zu verwirklichen gäbe.
Der alte Mr. Bax hat viel erlebt, er hängt am Leben und will nicht einfach aufgeben und 
sterben. Doch am Ende ist gerade er es, der die Konsequenz aus seinem Standpunkt nicht zieht und Jack den Weg zurück ins Leben ermöglicht.

## Besonderheit
Durch die besondere Situation der Protagonisten, die sich im Dunkeln befinden und nur akustische Signale aufnehmen können, sind sie in einer ähnlichen Situation wie die Hörer des Dramas, die für ihr Verstehen des Stücks ebenfalls nur auf Sprache und Geräuschkulisse angewiesen sind. Die Männer des Rettungstrupps werden ebenfalls nur durch ihre Stimmen und ihre Geräusche präsent, ohne dass eine Off-Stimme auf ihre Anwesenheit hinweisen müsste. Der Autor hat die besondere Situation der Personen für die speziellen Gegebenheiten des Hörspiels gezielt eingesetzt.

## Übersicht der deutschen Hörspiele
- 1925: Gefahr – Produktion: Nordische Rundfunk AG; Übersetzung: Konrad Maril; Regie: Nicht angegeben.
Sprecher:
  - Paul Ellmar: Jack, ein junger Mann
  - Edith Scholz: Mary, ein junges Mädchen
  - Karl Pündter: Mr. Bax, ein älterer Mann mit mürrischer Stimme

- 1925: Gefahr. Ein bergmännisches Hörspiel – Produktion: Westdeutsche Funkstunde AG; Regie: Nicht angegeben.
Sprecher:
  - Hermann Probst: Jack, ein junger Mann
  - Maria Marnoff: Mary, ein junges Mädchen
  - Georg Feuerherd: Mr. Bax, ein älterer Mann mit mürrischer Stimme

- 1925: Gefahr. Ein Rundfunkdrama von Richard Hughes – Produktion: Mitteldeutsche Rundfunk AG; Kommentar: Julius Witte; Regie: Nicht angegeben.
Sprecher:
  - Karl Keßler: Jack, ein junger Mann
  - Elionor Orf: Mary, ein junges Mädchen
  - Adolf Winds: Mr. Bax, ein älterer Mann

- 1961: Gefahr – Produktion: Hessischer Rundfunk/Radio Bremen; Übersetzung: Anneliese Falck unter dem Pseudonym Palma; Regie: Ulrich Lauterbach.
Sprecher:
  - Günther Schramm: Jack
  - Gustl Halenke: Mary
  - Hermann Menschel: Mr. Bax
  - Erwin Scherschel: 1. Stimme
  - Dirk Dautzenberg: 2. Stimme
  - Ernst Altmann: 3. Stimme

- 1962: Gefahr – Produktion: Norddeutscher Rundfunk; Übersetzung: Erich Fried; Komposition: Johannes Aschenbrenner; Redaktion: Heinz Schwitzke; Regie: Fritz Schröder-Jahn.
Sprecher:
  - Ernst Jacobi: Jack
  - Dinah Hinz: Mary
  - Paul Dahlke: Mr. Bax

- 1986: Gefahr – Produktion: RIAS (Öffentliche Veranstaltung); Übersetzung: Erich Fried; Regie: Bärbel Jarchow-Frey.
Sprecher:
  - Jochen Neupert: Jack
  - Sabine Werner: Mary
  - Arnold Marquis: Mr. Bax
  - Hubertus Bengsch
  - Lutz Riedel

## Hörspiele aus der Schweiz und Österreich
- 1961: Gefahr – Produktion: Österreichischer Rundfunk-Salzburg; Regie: Alfred Hartner.
Sprecher:
  - Nicht angegeben

- 1962: Danger (auch unter dem Titel Gefahr) – Produktion: Schweizer Radio DRS; Regie: Kurt Bürgin.
Sprecher:
  - Peter Brogle: Jack
  - Maria Magdalena Thiesing: Mary
  - Erwin Parker: Mr. Bax
  - Amido Hoffmann
  - Felix Klee
  - Klaus W. Leonhard

- 1981: Gefahr – Produktion: ORF Niederösterreich; Übersetzung: Helen Kain; Regie: Johannes Twaroch.
Sprecher:
  - Robert Meyer: Jack
  - Adelheid Picha: Mary
  - Helmut Janatsch: Mr. Bax